# توصيل الحليب

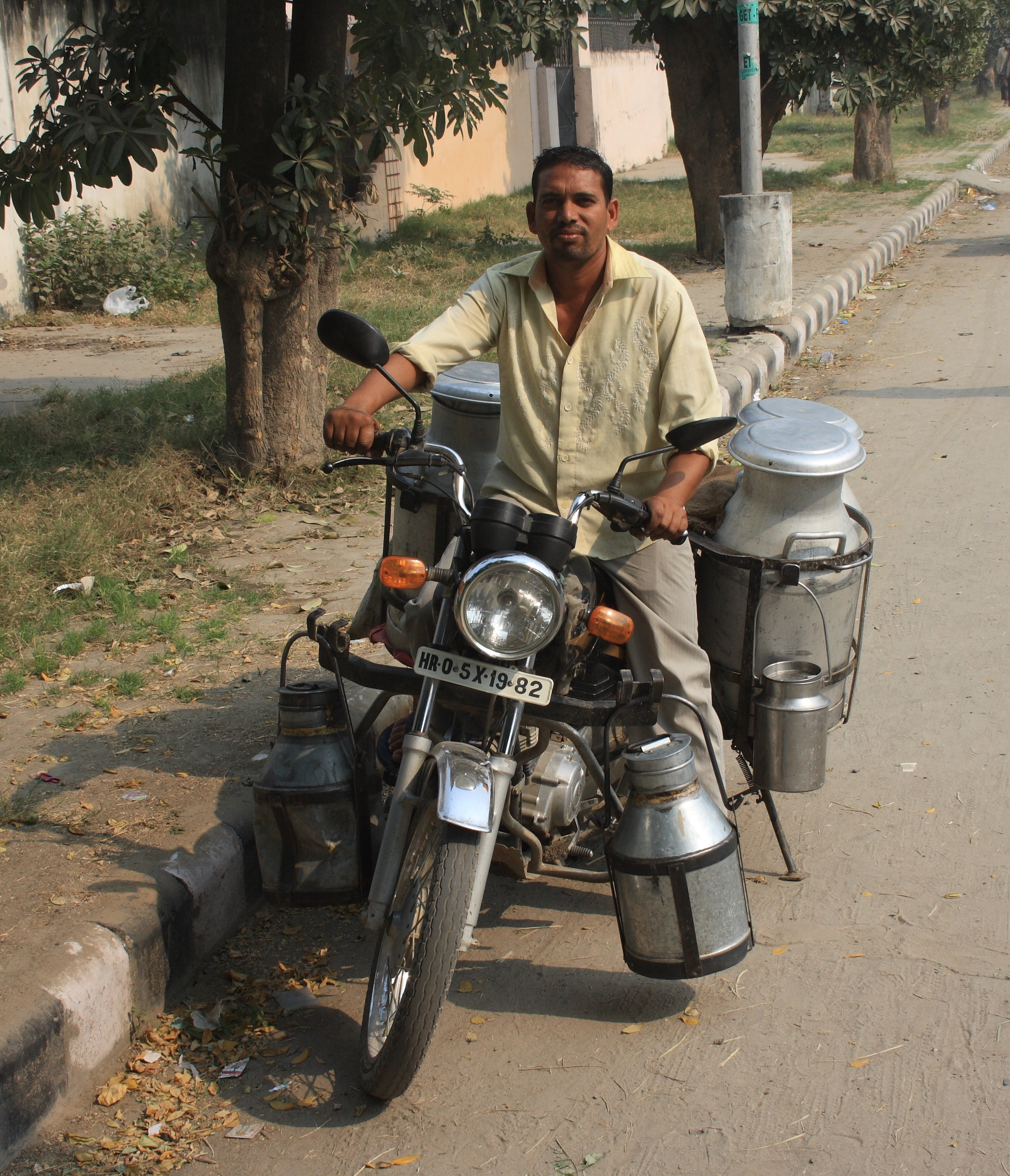
حلَّاب هندي على جوَّالته

توصيل الحليب (بالإنجليزية: Milk delivery)‏ هي مهنةٌ يُوصِل فيها الحلَّاب الحليب إلى الزبائن.
العامل بهذه المهنة يسمى اللَبّان أو الحلَّاب.
تقتصر وظيفته على جمع الألبان من المنازل بالأرياف، وتجميعها، ثم بيعها بالمدن.